# Iration
Iration é um grupo de reggae formado em Santa Barbara, Califórnia, mas os membros são todos oriundos do Havaí. Tocam uma mistura de reggae, dub e rock. O grupo é uma das principais bandas do gênero sunshine reggae.

## História
Iration começou em Isla Vista, CA, um distrito universitário ligado a Santa Barbara, tocando reggae nas faculdades, tais como Cal Poly SLO, Chico Estado e UC Davis. Gravaram o EPNew Roots (Novas Raízes), em 2006, e foram conhecidos por sua performance ao vivo, de acordo com a Santa Barbara Independent.
Em 2007, lançou o primeiro álbum completo, No Time for Rest (Sem Tempo para o Descanso), que liderou a lista de album de reggae da Billboard, e o single Cookie Jar (Biscoito), que alcançou o topo no Havaí, em 93.9 DaBeat e foi destaque na Triple Crown of Surfing TV. Em 2008, Iration embarcou na primeira turnê nacional, de abertura para a Pepper.
Em outubro de 2008, Iration lançou o segundo EP, Sample This (Exemplo Este), que estreou na terceira posição do top-selling de album de reggae no iTunes.[?] Lançaram o segundo álbum, Time Bomb, em março 2010, que também liderou a Billboard Reggae e vendeu mais de trinta e seis mil cópias.
Em fevereiro de 2011, lança o terceiro EP Fresh Grounds (Motivos Frescos), que alcançou a posição número 147 na Billboard magazine. Em fevereiro de 2011 foram apresentados como número 1 na lista de albuns da revista Heatseekers.
Em 2013, depois de uma extensa turnê nos EUA, Iration anunciou que gravaram o álbum de inéditas Automatic (Automática), lançado em julho de 2013, vendeu mais de oito mil cópias na primeira semana de lançamento, e liderou a Billboard no quesito Reggae. Cage The Elephant, o guitarrista Lincoln Parish é destaque em inúmeras músicas, e também ajudou a produzir o próximo álbum.
Em abril de 2013, anunciou oficialmente no site a saida do vocalista Kai Rediske da banda em busca de outros interesses, deixando Miquéias Pueschel como o único vocalista/guitarrista. Mas os fãs especulam que a partida foi resultado de uma tensão no grupo, devido ter dois vocalistas. Também afirmam que Rediske  falta de vontade em uma turnê extensa. Em abril, 2013, ThePier.org comunica que o próxima album Automatic e todas as futuras apresentações afetados com a saída de Rediske.
O quarto álbum Hotting Up (aquecer), assim como os anteriores, liderou o ranking da Billboard .

## Membros
- Cayson Peterson – teclados (2004–presente)
- José Dickens – bateria (2004–presente)
- Adam Taylor – bass (2004–presente)
- Miquéias Pueschel (A Rainbow Road Warrior) – guitarra, vocais (2004–presente)
- Miquéias Marrom – guitarra, vocais (2014–presente)
- Drake Peterson – percussão, trompete (2017–presente)

## Ex-membros
- Kai Rediske – vocal, percussão
- Catlin Peterson – voz, guitarra
- Joseph King – dub controles de som ao vivo

## Discografia

### Álbuns
| Não há Tempo para Descanso             | Data de lançamento: 19 de junho de 2007 Rótulo: Auto-lançamento Formatos: CD, download digital | —   | — | —  |             |
| Bomba De Tempo                         | data de lançamento: Março 9, 2010 Rótulo: LEI Formatos: CD, download digital                   | —   | 2 | —  |             |
| Automática                             | Data de lançamento: 2 de julho, 2013 Etiqueta: 3 Pinos Formatos: CD, download digital          | 75  | 1 | 16 | EUA: 23,000 |
| Aquecer                                | Data de lançamento: 28 de agosto, 2015 Rótulo: Três Pinos Formatos: CD, download digital       | 79  | 1 | 5  |             |
| Double Up                              | Data de lançamento: 2 de dezembro de 2016 Rótulo: Três Pinos Formatos: CD, download digital    | —   | 2 | —  |             |
| Iration                                | Data de lançamento: 18 de Maio de 2018 Rótulo: Três Pinos Formatos: CD, download digital       | 199 | 2 | 14 |             |
| "—" denota lançamentos que não gráfico |                                                                                                |     |   |    |             |

### EPs
| Novas Raízes                           | - Data de lançamento: julho 12, 2006 - Rótulo: Novas Raízes - Formatos:CD, download digital | —   | — |
| Este Exemplo                           | - Data de lançamento: outubro 3, 2008 - Rótulo: Michael Harlan - Formatos: Digital download | —   | — |
| Fresco Motivos                         | - Data de lançamento: 1 de fevereiro, 2011 - Etiqueta: 3 Pinos - Formatos: Digital download | 147 | 3 |
| "—" denota lançamentos que não gráfico |                                                                                             |     |   |